# Amy Helm
Amy Helm (3 de desembre del 1970) és una cantautora estatunidenca i filla del bateria de The Band, Levon Helm, i la cantant Libby Titus. Formà part de la Levon Helm Band, Dirt Farmer Band, Midnight Ramble Band, Ollabelle, a més de liderar la seva pròpia formació, Amy Helm & The Handsome Strangers. El seu primer àlbum, "Didn't It Rain", va sortir a la llum al juliol del 2015.